# Adrian Allinson
Pour les articles homonymes, voir Allinson.
Adrian Paul Allinson (né le 9 janvier 1890 à Londres – mort le 20 février 1959 dans la même ville) est un peintre britannique. Il est surtout connu pour ses paysages de l’Europe du Sud et de l’Afrique du Nord. Il a également réalisé des affiches pour les chemins de fer britanniques.
Adrian Allinson fait partie des membres fondateurs du Camden Town Group.